# Лаэва (волость)
Лаэва (эст. Laeva) — бывшая волость в Эстонии в составе уезда Тартумаа.

## Положение
Площадь волости — 233,2 км², численность населения на 1 января 2006 года составляла 881 человек.
Административным центром волости была деревня Лаэва. Помимо этого на территории волости находилось ещё 5 деревень.